# Lewertbach mit Nebenbächen
Das Naturschutzgebiet Lewertbach mit Nebenbächen liegt auf dem Gebiet der Gemeinde Dahlem im Kreis Euskirchen in Nordrhein-Westfalen.

## Lage
Das Gebiet liegt im Westen der Gemarkung des Kernortes Dahlem an der Grenze zu Rheinland-Pfalz. Nordwestlich liegt der Ortsteil Udenbreth, östlich der Ortsteil Berk sowie südlich der Ortsteil Frauenkron. Das Naturschutzgebiet besteht aus insgesamt drei Flächen, die sich entlang des namensgebenden Lewertbachs erstrecken. Dieser entspringt auf einer Wiesenfläche südöstlich von Udenbreth im Wohnplatz Neuhof. Die Nebenbäche sind der von rechts zufließende Süsenbach sowie der von links zufließende Füllenbach, ein unbenannter Bach weiter südlich sowie der ebenfalls von links zufließende Giesenbach.

## Beschreibung, Flora und Fauna
Für Dahlem ist seit 2001 ein 71,3 ha großes Gebiet unter der Kenn-Nummer EU-066 als Naturschutzgebiet ausgewiesen. Das Gebiet wurde unter Schutz gestellt, um den Lebensraum für mehrere nach der Roten Liste in Nordrhein-Westfalen gefährdete Tier- und Pflanzenarten zu erhalten und zu entwickeln. Der Lewertbach durchfließt dabei ausgedehnte Weideflächen, die durch Kleingehölze strukturiert wurden. Eine Befestigung des Ufers oder der Sohle ist nicht vorhanden.
Im Schutzgebiet wachsen beispielsweise das Echte Mädesüß, das Kletten-Labkraut, die Ohr-Weide, das Rohrglanzgras und das Schmalblättrige Weidenröschen. Im Wasser leben beispielsweise der Bachflohkrebs sowie der Große Bachläufer.

## Schutzziele und Gefährdung
Das Landesamt für Natur, Umwelt und Verbraucherschutz Nordrhein-Westfalen (LANUV) will mit der Unterschutzstellung die Erhaltung der Flächen und der Gehölzhecken als „landschaftsgliederndes Element in ausgedehnter weidewirtschaftlich genutzter Umgebung“ vorantreiben. Es sieht mögliche Schäden durch Erosion, Gehölzverbiss, Rodung und Trittschäden und setzt sich für die Erhaltung der Gewässer ein.